# Aubrometz
Aubrometz é uma comuna francesa na região administrativa de Altos da França, no departamento de Pas-de-Calais. Estende-se por uma área de 2,72 km². Em 2010 a comuna tinha 153 habitantes (densidade: 56,3 hab./km²).